# الدعارة في ماليزيا
الدعارة في ماليزيا مقيدة في جميع الولايات، لكنها منتشرة في البلاد.
الأنشطة المشابهة مثل بيوت الدعارة غير قانونية. 
في ولايتي ترغكانو و كلنتن، قد يُعاقب المسلمون المدانون بالدعارة بالجلد علنًا.
هناك ما يقدر بنحو 150 ألف مومس في ماليزيا في عام 2014، وتقدر أرباح تجارة الجنس في البلاد 963 مليون دولار أمريكي.